# Håkan Röde
Håkan Röde, født omkring 1040, ifølge traditionen svensk konge i perioden omkring 1070–1079.
Håkan Röde fik kongemagten efter, at Halsten vægrede at lede blotet for svenskerne omkring år 1070 (muligvis døde Halsten dette år og det var Inge den ældre som vægrede at blote). Det er muligt, at en anden svensk konge, Anund Gårdske, eksisterede i første halvdel af 1070-erne. Det er sandsynligt, at Sverige faktisk var delt mellem de asatroende svenskere og kristne svenskere. Håkan Røde var da konge alene over de kristne og Anund Gårdske over de asatroende.
I Vestergøtland skulle Inge den ældre eller muligvis Halsten være konge. Det findes dog historikere, som mener, at Håkan Röde var en kompromiskandidat til kongemagten efter, at Halsten frasagde sig denne i 1070, og dermed var de kristne svenskeres og vestgøternes kandidat, mens de asatroende krævede Anund Gårdske. Halstens broder, Inge den ældre, havde formodentlig kun støtte fra de mest barske og kompromisløse kristne i Vestergøtland. Usikkerheden omkring dette giver et billede af Sverige som en usamlet stat.
Der findes kun lidt viden om om Håkan Rödes familie, kun at han formodentlig var en uægte søn af Stenkil og dermed halvbroder til Halsten og Inge den ældre. Der er også usikkerhed om hans ægteskab(er). Han skulle ved tinget i Uppsala have taget "unge Olofs mor" til hustru, hvilket ifølge nogle kunne sigte til Erik Hedningens enke, mens andre historikere, som Sven Tunberg og Halvdan Koht, mener, at Håkan også blev gift med norske Tora Torbergsdatter, mor til de norske kongene Magnus II og Olav Kyrre, efter, at hendes mand, kong Harald Hardråde, døde i 1066.

En enkelt samtidig kilde, og en af de få kilder vi i det hele taget har om Håkan Röde, giver muligvis lidt mere afklaring af Håkans familieforhold. Det drejer sig om den beskadigede runesten Håkanstenen (U 11) ved Hovgården på Adelsö i Mälaren. Stenen blev rejst over kong Håkan Rödes søn Erik. På stenen findes et kvindenavn, Gyla, som muligvis var Eriks mor og Håkan Rödes kone. Teksten på runestenen slutter med udsagnet om, at kongen og hans kone rejste stenen efter Erik. Stenen er den første dokumenterede brug af ordet konge i Sverige.
Det beskrivende tilnavnet ‘Röde’ refererer sandsynligvis til hans røde hår.